# Bur Bies
Bur Bies är ett berg i Indonesien.   Det ligger i provinsen Aceh, i den västra delen av landet, 1 600 km nordväst om huvudstaden Jakarta. Toppen på Bur Bies är 2 036 meter över havet.
Terrängen runt Bur Bies är huvudsakligen kuperad.Runt Bur Bies är det tätbefolkat, med 790 invånare per kvadratkilometer. I omgivningarna runt Bur Bies växer i huvudsak städsegrön lövskog.